# Слободан Маровић
Слободан Маровић (Бар, 13. јул 1964) је бивши југословенски фудбалер из Црне Горе. Године 1991. са Црвеном звездом је освојио титулу првака Европе.

## Каријера
Прве фудбалске кораке направио је у Морнару из Бара, да би као четрнаестогодишњак стигао у омладинску школу Црвене звезде. Играо је у генерацији Стевана Дике Стојановића, Владе Стошића и Горана Милојевића. Са Диком је био цимер у омладинцима, а касније и пет година у првом тиму Звезде. Ипак, прво је морао да се докаже у другој средини, па је од 1984. до 1986. године наступао за Осијек у 26 лигашких утакмица, где му је тренер једно време био Љупко Петровић, са којим ће касније заједно у црвено-белом дресу покорити фудбалску Европу.
У Звезду се вратио 1986. године и у клубу играо све до 1991. Забележио је 171 званичну утакмицу уз пет постигнутих голова и учествовао у освајању три шампионске титуле 1988, 1990. и 1991. године, једног купа 1990. и Купа европских шампиона 1991. године.
Каријеру је касније наставио у шведском Норћепингу, за који је до 1994. године одиграо 59 лигашких утакмица уз пет погодака. Са овим клубом је освојио Куп Шведске 1994. године, а наступао је и за дански Силкеборг од 1994. до 1995. године у 15 првенствених сусрета. Након тога је једно време тренирао са Звездом, а каријеру је завршио у Кини играјући за Шенџен од 1996. до 1997.
Дрес репрезентације Југославије носио је четири пута. Дебитовао је 29. августа 1987. године против СССР-а (0:1), а последњи меч за национални тим је одиграо 14. новембра 1989. против Бразила (0:0). По завршетку играчке каријере бавио се менаџерским послом, био спортски директор Морнара из Бара и асистент тренера Црвене звезде Роберта Просинечког од 2010. до 2012. године.

## Трофеји
Црвена звезда
- Куп европских шампиона (1) : 1990/91.
- Првенство Југославије (3) : 1987/88, 1989/90, 1990/91.
- Куп Југославије (1) : 1990.